# Nesgrenda
Nesgrenda es una localidad de la provincia de Agder en la región de Vestlandet, Noruega. A 1 de enero de 2017 tenía una población estimada de 246 habitantes.